# Juana Castellaro
Juana Castellaro, född den 29 mars 2005, är en argentinsk landhockeyspelare.

## Karriär
Juana Castellaro ingick i det argentinska lag som tog brons i landhockey vid OS 2024.